# Most Jamese Joyce
Most Jamese Joyce (anglicky James Joyce Bridge, irsky Droichead James Joyce), je obloukový silniční most na řece Liffey v irském Dublinu pojmenovaný po irském spisovateli Jamesi Joyceovi. Hlavní rozpětí má délku 40 m. Architektem mostu byl Santiago Calatrava, který byl i architektem nedalekého mostu Droichead Samuel Beckett. Most byl otevřen 16. června 2003 během svátku Bloomsday. Výstavba mostu stála 9 milionů eur.